# Robert Couper
Robert Couper (* 22. September 1750 in Sorbie; † 18. Januar 1818 in Wigton, Cumbria) war ein schottischer Schriftsteller und Arzt.

## Leben
1769 begann Couper ein Theologiestudium an der Universität Glasgow. Er wollte Priester der Church of Scotland werden. Seine Eltern starben, bevor er das Studium abschließen konnte, und so nahm er das Amt eines Hauslehrers in einer Familie in Virginia (USA) an. Beim Ausbruch des Amerikanischen Unabhängigkeitskriegs 1776 kehrte er nach Schottland zurück, studierte Medizin in Glasgow und praktizierte zunächst in Newton Stewart (Wigtownshire).
1788 zog er nach Fochabers (Banffshire) und wurde Arzt des Duke of Gordon (Alexander Gordon, 4. Duke of Gordon 1743–1827). Bekannt wurde er durch seine Poetry chiefly in the Scottish Language, die er 1804 mit einer Widmung an den Duke of Gordon veröffentlichte. 1806 verließ er Fochabers und starb 1818 in Wigton (Cumbria).

## Werke (Auswahl)
- Speculations on the mode and appearances of impregnation in the human female; with an account of the principal ancient, and an examination of the modern, theories of generation. London (1. Auflage anonym) 1789 (Digitalisat), 3. Auflage 1808 (Digitalisat)
  - Christian Friedrich Michaelis (Übersetzer). (Robert Couper). Betrachtungen über die Schwängerung und über verschiedene Systeme der Erzeugung. Johann David Schöps, Zitta und Leipzig 1791 (Digitalisat)
- Poetry chiefly in the Scottish Language. Inverness 1804, Teil I (Digitalisat) Teil II (Digitalisat)